# We Are One Tonight
«We Are One Tonight» es el segundo y último sencillo de la banda estadounidense de rock alternativo Switchfoot en su quinto álbum Nothing Is Sound.

## Videoclips
- El primer video musical de la canción es un montaje de sus diversas actuaciones en vivo de su gira de otoño, y también incluye a muchos fanes con carteles que decían "We are one". La banda declaró que este video fue "para los aficionados" no la intención para que esto se convierta en un video de corriente.
- Un segundo vídeo musical oficial también fue lanzado cerca del final de marzo de 2006. En el video, diferentes personas de diferentes ámbitos de la vida son una y la misma en el movimiento y el encuadre. El director Jon Watts muestra su perfecta toque de edición, mediante cortes de tiro rápido entre las personas que están en posiciones prácticamente idénticas en pantalla.
- Un tercer video musical fue filmado el 15 de diciembre de 2010 por Hurley para la emisión de ESPN de 2011 BCS National Championship Game. El vídeo está programado para ofrecer luces y cortes de la temporada de fútbol 2010 de la universidad intercalados entre imágenes desempeño de Switchfoot jugando la canción . De acuerdo con un informe de Land of Broken Hearts sitio web, tecladista Jerome Fontamillas añadió "trompetas de la banda de marcha" a la mezcla para mantener con el tema del fútbol.

## Posiciones
| Listas                                 | Posición |
| -------------------------------------- | -------- |
| US Hot Adult Contemporary/Adult Top 40 | #29      |
| CHR                                    | #8       |

## En la cultura popular
- La canción fue incluida en los anuncios de la NBC para los Juegos Olímpicos de Invierno de Turín 2006
- La canción fue utilizada por la estación Chicago WGN-TV en un montaje que narra la Serie Mundial a cargo de los Medias Blancas de Chicago en 2005.
- La canción fue utilizada en los anuncios para American Idol temporada 5
- La canción fue utilizada en un 2008 UNO Campaña comercial.
- La canción será utilizada en un video musical que se emitió durante la transmisión de ESPN del BCS National Championship Game 2011.